# Afstandsgetrouwe kegelprojectie
De afstandsgetrouwe of equidistante kegelprojectie is een kaartprojectie die verkregen wordt door het oppervlak van een bol af te beelden op een kegel, en deze af te wikkelen, zodat een sector van een cirkelring ontstaat, waarbij de twee radiale randen op elkaar aansluiten. 
Bij deze projectie is er een centraal punt op het oppervlak van de bol, corresponderend met de richting van de kegelas (dit punt op Aarde moet niet verward worden met een punt op Aarde in het midden van een gebied op Aarde dat men wil afbeelden). Bij de beschrijving hieronder wordt ervan uitgegaan dat het gaat om de Aarde en dit punt de noordpool is, maar mutatis mutandis geldt alles ook voor een andere bol en/of ander centraal punt.
Meridianen worden afgebeeld als rechte lijnstukken waarvan het verlengde door het middelpunt van de cirkelring gaat. Een gebied van een lengtegraad breed wordt afgebeeld op een sector die evenredig kleiner is dan een graad, 1/360 van de hele sector waar de kaart uit bestaat. Parallellen worden afgebeeld als concentrische cirkelbogen. De noordpool wordt afgebeeld als de binnencirkelboog.
De radiale schaal is overal gelijk, en ook gelijk aan de transversale schaal op twee parallellen.
Deze projectie is een middenweg tussen de hoekgetrouwe kegelprojectie en de oppervlaktegetrouwe kegelprojectie.

## Formules
Met:
- r de afstand op de kaart tot het middelpunt van de cirkelbogen
- R de straal van de Aarde
- α de middelpuntshoek in radialen die staat op de boog van een punt op Aarde met het centrale punt, dus de afstand op Aarde, gedeeld door R (als de noordpool als het centrale punt wordt genomen geldt bij de geografische breedte {\displaystyle \beta \,} in radialen: {\displaystyle \alpha ={\frac {\pi }{2}}-\beta }).
- s de radiale schaal[1], tevens de transversale schaal voor {\displaystyle \alpha =\alpha _{1}} en {\displaystyle \alpha =\alpha _{2}}
- n het aantal graden is waaronder een lengtegraad wordt afgebeeld; de hele kaart beslaat dus een sector van  360 n graden
- {\displaystyle r_{0}} de straal op de kaart van de cirkelboog die de noordpool representeert

geldt:
{\displaystyle n={\frac {\sin \alpha _{1}-\sin \alpha _{2}}{\alpha _{1}-\alpha _{2}}}}
{\displaystyle r_{0}=Rs({\frac {\sin \alpha _{1}}{n}}-\alpha _{1})=Rs({\frac {\sin \alpha _{2}}{n}}-\alpha _{2})=Rs{\frac {\alpha _{1}\sin \alpha _{2}-\alpha _{2}\sin \alpha _{1}}{\alpha _{1}-\alpha _{2}}}}
{\displaystyle r=r_{0}+Rs\alpha }
De straal op de kaart van de cirkelboog die de zuidpool representeert is dus:
{\displaystyle r=r_{0}+\pi Rs}
Als beide standaardparallellen de noordpool zijn krijgen we de afstandsgetrouwe azimutale projectie. Door de limiet te nemen vinden we n = 1 en {\displaystyle r_{0}=0}.
Als de standaardparallellen een tegengestelde breedtegraad hebben krijgen we de afstandsgetrouwe cilinderprojectie door de limiet te nemen waarbij n naar 0 gaat en {\displaystyle r_{0}} naar oneindig, en we met y als coördinaat evenwijdig aan de cilinderas krijgen:
{\displaystyle y=Rs\beta }